# Sphaerodactylidae
Famille
Les Sphaerodactylidae sont une famille de geckos. Elle a été créée par Garth Underwood en 1954.

## Répartition
Les espèces de cette famille se rencontrent en Amérique, en Europe, en Afrique et en Asie.

## Liste des genres
Selon The Reptile Database (30 mai 2012) :
- genre Aristelliger Cope, 1861
- genre Chatogekko Gamble, Daza, Colli, Vitt & Bauer, 2011
- genre Coleodactylus Parker, 1926
- genre Euleptes Fitzinger, 1843
- genre Gonatodes Fitzinger, 1843
- genre Lepidoblepharis Peracca, 1897
- genre Pristurus Rüppell, 1835
- genre Pseudogonatodes Ruthven, 1915
- genre Quedenfeldtia Boettger, 1883
- genre Saurodactylus Fitzinger, 1843
- genre Sphaerodactylus Wagler, 1830
- genre Teratoscincus Strauch, 1863

## Publication originale
- Underwood, 1954 : On the classifcation and evolution of geckos. Proceedings of the Zoological Society of London, vol. 124, n. 3, p. 469-492.